# Операція «Раундап»
Операція «Раундап» (англ. Operation Roundup) — кодова назва плану вторгнення спочатку британських, а з моменту вступу США до Другої світової війни союзних англо-американських збройних сил до Північно-Західної Європи на 1943 рік.
Розробник плану операції «Оверлорд» британський генерал-лейтенант Фредерік Морган (англ. Frederick E. Morgan) використав та удосконалив багато ідей й розробок з цього плану при підготовці вторгнення.